# Maria Dziewicka
Maria („Muta”) Dziewicka (ur. 14 czerwca 1912 w Wilnie, zm. 28 grudnia 1997 w Warszawie) – polska ekonomistka, przed II wojną światową działaczka lewicy komunistycznej, po wojnie pracownik naukowy, współpracownik opozycji w latach 70. i 80.

## Życiorys

### Okres do 1944
Urodziła się w rodzinie Mariana Dziewickiego, wileńskiego działacza społecznego, i Heleny z Jazdowskich, nauczycielki. Miała siostrę Irenę Sztachelską, i brata Jerzego Dziewickiego. Ukończyła Gimnazjum Sióstr Nazaretanek w Wilnie, następnie studiowała Wydziału Prawa i Nauk Społecznych Uniwersytetu Stefana Batorego w Wilnie, w czasie studiów wstąpiła do Komunistycznego Związku Młodzieży Polski (1932), w 1933 należała do założycieli powiązanego z Komunistyczną Partią Polski Związku Lewicy Akademickiej „Front”, w którym działała m.in. ze swoją siostrą Ireną. W 1935 została aresztowana w związku z działalnością komunistyczną, sądzona w 1936 w tzw. procesie Lewicy Akademickiej, została jednak uniewinniona. Po ukończeniu studiów w 1936 pracowała w Instytucie Pracy Społecznej w Wilnie (1936–1938), Instytucie Spraw Społecznych w Warszawie (1938–1939), Instytucie Gospodarki Społecznej w Warszawie (1939). W 1940 zatrzymana przez władze sowieckie przy próbie przekroczenia granicy niemiecko-radzieckiej, następnie więziona przez siedem miesięcy. Po zwolnieniu przebywała w Białymstoku i Wilnie, gdzie pracowała w „Prawdzie Wileńskiej”. Po wkroczeniu wojsk niemieckiej ukrywała się do 1944. W 1944 należała do założycieli wileńskiego oddziału Związku Patriotów Polskich, w tym samym roku repatriowana, zamieszkała w Warszawie.

### Okres od 1944
W latach 1944–1947 była kierownikiem Wydziału Kultury Zarządu Głównego Samopomocy Chłopskiej, następnie pracowała w Wydziale Rolnym KC PPR, jako kierownik wydziału w Instytucie Ekonomiki Rolnej w Warszawie (1949–1950), wykładowca Instytutu Kształcenia Kadr Naukowych (1950–1951). Od 1944 należała do PPR, od 1948 do PZPR. Od 1951 do 1968 była pracownikiem Szkoły Głównej Planowania i Statystyki w Warszawie, w Katedrze Ekonomiki Produkcji, od 1955 równocześnie ponownie w Instytucie Ekonomiki Rolnej. W 1963 opublikowała pracę Chłopi – robotnicy. Wyniki badań ankietowych przeprowadzonych przez Instytut Ekonomiki Rolnej.
W marcu 1968 poparła uczestników protestów studenckich, za co w tym samym roku została zmuszona do przejścia na emeryturę i usunięta z PZPR. W latach 70. wspierała działania opozycji demokratycznej. Była sygnatariuszem tzw. Listu 7 do delegatów na VII Zjazd PZPR i I sekretarza PZPR Edwarda Gierka w sprawie reformy ustroju społeczno-gospodarczego (1975) oraz listu w sprawie powołania nadzwyczajnej komisji poselskiej dla zbadania nadużyć MO i SB w czasie wydarzeń czerwca 1976. Od lutego 1978 należała do Towarzystwa Kursów Naukowych, była także wykładowcą Uniwersytetu Ludowego w Zbroszy Dużej, wspierała działania Komitetu Samoobrony Społecznej „KOR”. 20 sierpnia 1980 podpisała apel 64 uczonych, pisarzy i publicystów do władz komunistycznych o podjęcie dialogu ze strajkującymi robotnikami.
W stanie wojennym w jej mieszkaniu ukrywali się działacze „Solidarności”, działała także hurtownia i sporadycznie drukarnia Niezależnej Oficyny Wydawniczej.

## Ordery i odznaczenia
- Złoty Krzyż Zasługi (dwukrotnie: 12 marca 1946[3], 13 lipca 1955[4])
- Medal 10-lecia Polski Ludowej (19 stycznia 1955)[5]